# ワフー・マクダニエル
ワフー・マクダニエル（ "Chief" Wahoo McDaniel、本名：Edward Hugh McDaniel、1938年6月19日 - 2002年4月18日）は、アメリカ合衆国のプロレスラー、アメリカンフットボール選手。オクラホマ州バーニス出身のチョクトー・チカソー族インディアン。死亡日は4月16日ともされる。
プロレスラーとしての現役選手時代は、羽飾りのコスチュームや得意技のトマホーク・チョップなど、自身の出自であるインディアンのスタイルで活躍。ラフファイトに強いベビーフェイスとして絶大な人気を誇った。日本では「狼酋長」の異名を持つ。

## 来歴

### キャリア初期
学生時代からレスリングとアメリカンフットボールを両立させながら活躍。オクラホマ大学を経て、1960年にAFLのヒューストン・オイラーズ（現：テネシー・タイタンズ）にラインバッカーとして入団。フットボールと並行してドリー・ファンク・シニアからレスリングのトレーニングを受け、1961年にプロレスラーとしてデビュー。以降、1968年までAFLのオフシーズンにプロレスの試合を行うという二足のわらじで活動する。また、1966年のマイアミ・ドルフィンズ創設時のメンバーでもある。
1965年のオフシーズンには、1月末から7月末にかけて半年間WWWFに出場して、ワルドー・フォン・エリック、カウボーイ・ビル・ワット、ゴリラ・モンスーン、ジン・キニスキーなどの強豪ヒールと対戦。WWWF世界ヘビー級王者のブルーノ・サンマルチノともタッグを組み、ニューヨークのマディソン・スクエア・ガーデンではボリス・マレンコやドクター・ジェリー・グラハムから勝利を収めた。
1969年よりプロレスに専念するようになり、フリッツ・フォン・エリックが主宰していたテキサス州ダラス地区を主戦場に活動。NWAテキサス・ヘビー級王座を争ったジョニー・バレンタインをはじめ、キラー・コワルスキー、キラー・カール・コックス、バロン・フォン・ラシク、ブル・ラモス、トール・タナカ、ヒール時代のダスティ・ローデスらと抗争を展開する。タッグでは黒人のサンダーボルト・パターソンやイタリア人のトニー・パリシとのマイノリティ同士のチームで活躍、1970年にはロサンゼルスからテキサスに転戦してきたミル・マスカラスとも共闘した。同年3月3日にはドリー・ファンク・ジュニアのNWA世界ヘビー級王座に挑戦、60分時間切れ引き分けの死闘を演じている。

### 1970年代

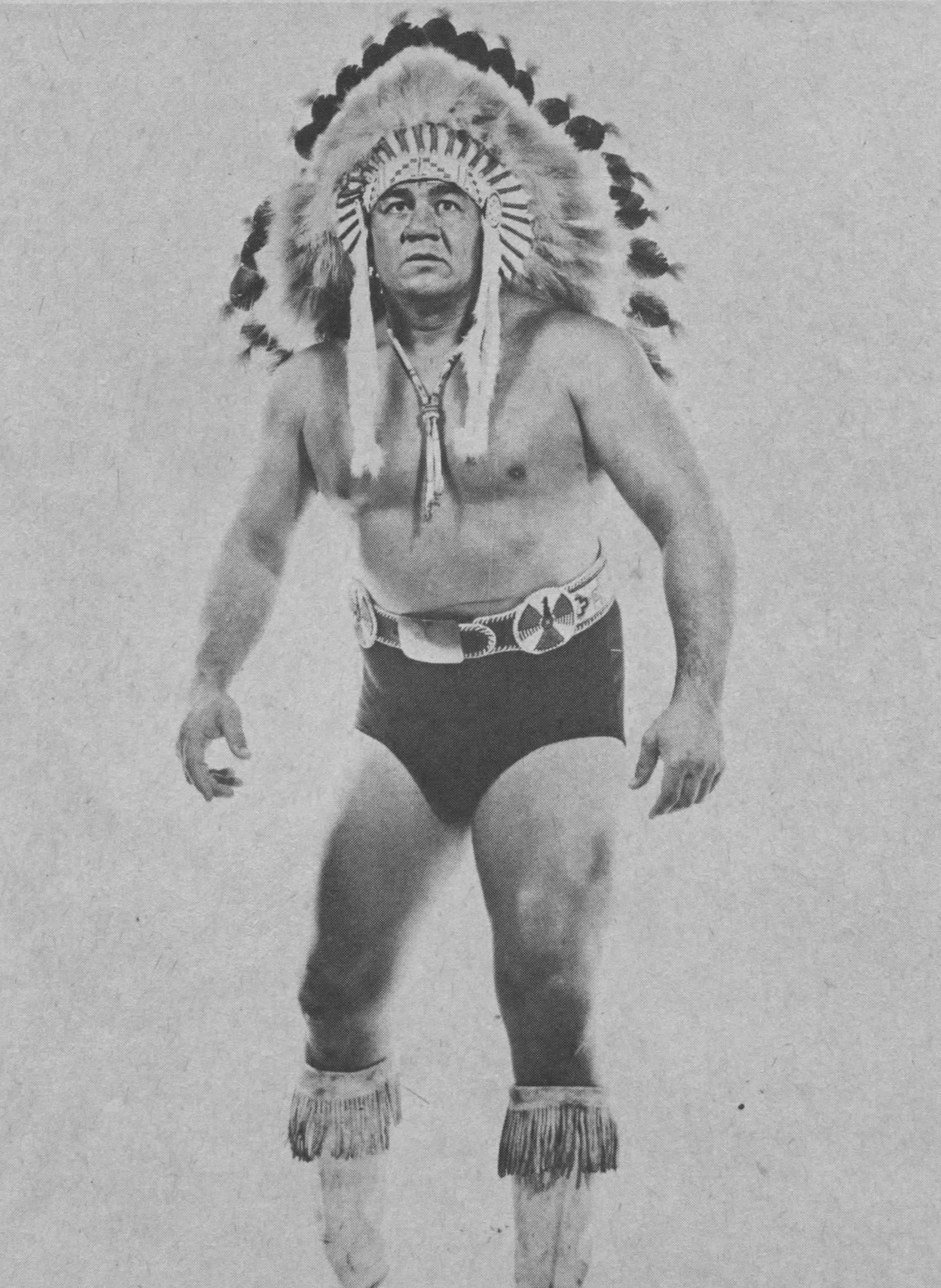
1973年

1972年よりAWAを主戦場に、ブラックジャック・ランザ、クリス・マルコフ、ラリー・ヘニング、ラーズ・アンダーソン、テキサス・アウトローズ、イワン・コロフらと対戦。同年11月から始まったスーパースター・ビリー・グラハムとの抗争劇はAWAのドル箱カードとなり、得意のインディアン・ストラップ・マッチでも雌雄を決した。ビル・ロビンソンやクラッシャー・リソワスキー、ペドロ・モラレス、ドクターXらをパートナーに、ニック・ボックウィンクル&レイ・スティーブンスが保持していたAWA世界タッグ王座にも再三挑戦している。
1973年11月、AWAとの提携ルートで国際プロレスに初来日。11月9日に和歌山にて、ストロング小林を破りIWA世界ヘビー級王座を獲得する。14日の長野でのリターン・マッチでは引き分けで防衛に成功、30日に後楽園ホールにて小林に奪還されたものの、小林の連続防衛記録を25回でストップさせた。シリーズ中はAWAでの戦友レッド・バスチェンと組んでラッシャー木村&グレート草津のIWA世界タッグ王座にも挑戦、草津を相手にケージ・マッチ形式でのインディアン・ストラップ・マッチも行った。
1974年よりジム・クロケット・ジュニアの主宰するノースカロライナのミッドアトランティック・チャンピオンシップ・レスリングに進出して、テキサス時代の仇敵ジョニー・バレンタインとの遺恨試合を再開。ブラックジャック・マリガンやアンジェロ・モスカ、そして同時期にAWAから転戦してきたリック・フレアーとも抗争を繰り広げ、1975年から翌年にかけては、バレンタインから奪取したNWAミッドアトランティック・ヘビー級王座をフレアーと争った。タッグではポール・ジョーンズやルーファス・ジョーンズをパートナーに、ジン・アンダーソン&オレイ・アンダーソンのミネソタ・レッキング・クルーからミッドアトランティック版のNWA世界タッグ王座を奪取している。
1976年2月、NWAルートで全日本プロレスに初参戦、3月8日に愛知県体育館にてジャイアント馬場のPWFヘビー級王座に挑戦した。以降も全日本プロレスのトップ外国人の一人として度々来日、1977年10月の再来日では、10月3日に同じく愛知県体育館でジャンボ鶴田のユナイテッド・ナショナル・ヘビー級王座に挑戦している。1979年11月開幕の世界最強タッグ決定リーグ戦ではフランク・ヒルとのインディアン・コンビで出場。ヒルが狙い打ちにされ戦績は振るわなかったものの、アブドーラ・ザ・ブッチャーとの抗争は話題を呼んだ。
その間、アメリカでは本拠地のミッドアトランティック地区にて、同時期のNWA世界ヘビー級王者だったテリー・ファンクやハーリー・レイスに再三挑戦。フロリダ（エディ・グラハム主宰のチャンピオンシップ・レスリング・フロム・フロリダ）やジョージア（ジム・バーネット主宰のジョージア・チャンピオンシップ・レスリング）にも参戦、フロリダでは1978年にザ・スポイラーやボビー・ダンカン、ジョージアでは1979年にスタン・ハンセンやマスクド・スーパースターと抗争した。大物ベビーフェイスとして業界誌の人気部門では常に上位にランクされ、アンドレ・ザ・ジャイアントや旧敵ダスティ・ローデスとも、人気スター同士のドリーム・チームを組んだ。

### 1980年代

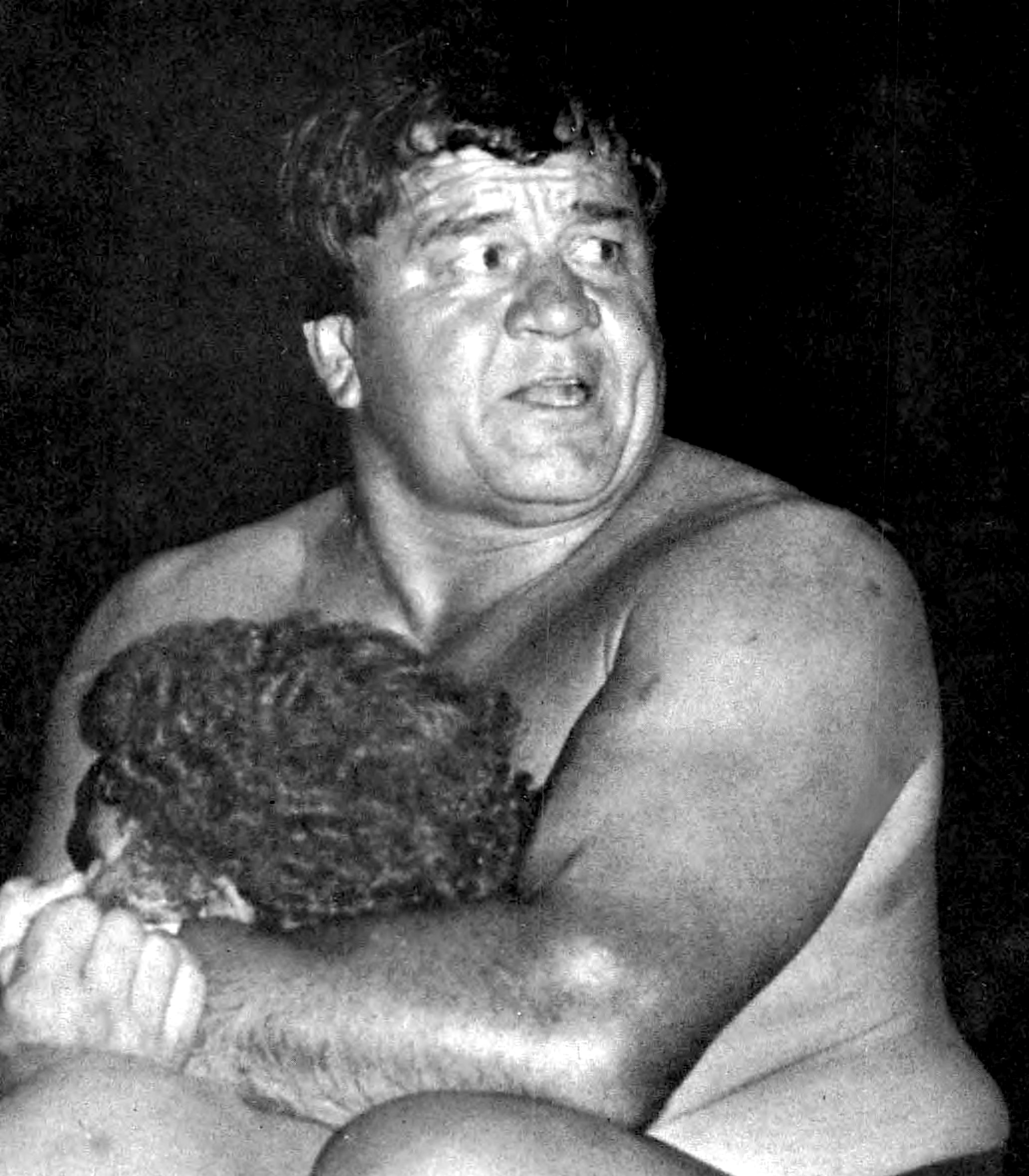
1979年

1980年代初頭は中南部や南西部地区でも活動し、ビル・ワット主宰のMSWAでは1980年にキラー・カーンやファビュラス・フリーバーズと対戦。同年秋の全日本プロレスへの最後の参戦では、AWAでもタッグを組んだことのあるビル・ロビンソンをパートナーに、10月17日に岩手県営体育館にてジャイアント馬場&ジャンボ鶴田のインターナショナル・タッグ王座に挑戦している。翌1981年には、主戦場の一つだったサンアントニオのサウスウエスト・チャンピオンシップ・レスリングにて、テリー・ファンクと組んでジノ・ヘルナンデス&タリー・ブランチャードのダイナミック・デュオと南西部タッグ王座を争った。
1982年1月、新日本プロレスに来日。前年に新日本へ移籍してきたアブドーラ・ザ・ブッチャーとの遺恨試合やアントニオ猪木とのシングルマッチも行われ、同時参加していた因縁のスーパースター・ビリー・グラハムとのタッグチームも実現したが、アメリカでの活躍に反して、新日本のリングでは本領を発揮できなかった。シリーズ中は、6人タッグマッチで初代タイガーマスクとも対戦している。
以降もアメリカでは各地で活躍を続け、主戦場のミッドアトランティック地区ではロディ・パイパーやサージェント・スローターと抗争を展開、新NWA世界ヘビー級王者のリック・フレアーにも再三挑戦した。1983年は古巣のAWAにて、ニック・ボックウィンクルのAWA世界ヘビー級王座にも連続挑戦している。1984年にはマーク・ヤングブラッドと組んでボブ・オートン・ジュニア&ドン・カヌードルやジャック・ブリスコ&ジェリー・ブリスコなどのチームを破り、ミッドアトランティック版のNWA世界タッグ王座に返り咲いたが、同年下期より一時的なヒールターンを行い、リッキー・スティムボートやマグナムTAとUSヘビー級王座を争った。翌1985年下期からはベビーフェイスに戻り、ロード・ウォリアーズ、ニキタ・コロフ、リック・ルードなど新世代のヒールと抗争。フェイスターン後のウォリアーズとはトリオを組み、1986年7月12日のグレート・アメリカン・バッシュではザ・ラシアンズとの6人タッグマッチが行われた。

### キャリア末期
その後、1980年代後半から1990年代初頭にかけては末期のAWAやプエルトリコのWWCで活動。AWAでは世界ヘビー級王者のカート・ヘニング、ジェリー・ローラー、ラリー・ズビスコに挑戦。グレッグ・ガニアらをパートナーに、ナスティ・ボーイズ（ブライアン・ノッブス&ジェリー・サッグス）、バッド・カンパニー（ポール・ダイヤモンド&パット・タナカ）、デストラクション・クルー（ウェイン・ブルーム&マイク・イーノス）など当時の若手タッグチームとも対戦した。
1992年5月には、W★INGプロモーションへの参戦で10年ぶりとなる最後の来日が実現。かつてストロング小林とIWA世界ヘビー級王座を争った後楽園ホールにて、5月7日にザ・グラップラーを相手にインディアン・ストラップ・マッチでKO勝ちを収めた。
1995年5月21日、ミッドアトランティック・チャンピオンシップ・レスリングの後継団体であるWCWで殿堂入りを果たす。同日開催のPPV "Slamboree" では、ディック・マードックとのレジェンド対決に勝利した。
キャリア晩年は持病の糖尿病との闘いとなり、1996年に正式に現役を引退。2002年4月18日、糖尿病の合併症で死去。63歳没。2011年にNWA殿堂、2019年にはWWE殿堂のレガシー部門に迎えられた。

## 得意技
- トマホーク・チョップ
- トマホーク・ドロップ
- パイルドライバー
- ブレーンバスター

## 獲得タイトル
チャンピオンシップ・レスリング・フロム・フロリダ
- NWAフロリダ・ヘビー級王座：1回（1967年にLouie Tilletから獲得）[51]
- NWA南部ヘビー級王座：2回（1978年にザ・スポイラー、1985年にリック・ルードを破り獲得）[52]
- NWAフロリダTV王座：1回（1981年にエディ・マンスフィールドを破り獲得）[53]
- NWA USタッグ王座（フロリダ版）：1回（w / ビリー・ジャック・ヘインズ）[54]
- NWA世界タッグ王座（フロリダ版）：2回（w / ホセ・ロザリオ）[55]

NWAビッグタイム・レスリング
- NWAテキサス・ヘビー級王座：2回（1969年にジョニー・バレンタインを破り2度獲得）[56]
- NWAアメリカン・ヘビー級王座：2回（1971年にトール・タナカ、1979年にザ・スポイラーを破り獲得）[57]
- NWAテキサス・タッグ王座：1回（w / トニー・パリシ）[58]
- NWAアメリカン・タッグ王座：4回（w / サンダーボルト・パターソン×2、トニー・パリシ、ジョニー・バレンタイン）[59]

インターナショナル・レスリング・エンタープライズ
- IWA世界ヘビー級王座：1回（1973年にストロング小林を破り獲得）[21]

ミッドアトランティック・チャンピオンシップ・レスリング
- NWAミッドアトランティック・ヘビー級王座：6回（1975年から1977年にかけてリック・フレアーとグレッグ・バレンタインを破り獲得）[24]
- NWA USヘビー級王座（ミッドアトランティック版）：5回（1981年から1984年にかけてロディ・パイパー、サージェント・スローター、リッキー・スティムボート、マニー・フェルナンデスを破り獲得）[42]
- NWA世界タッグ王座（ミッドアトランティック版）：4回（w / ポール・ジョーンズ、ルーファス・ジョーンズ、マーク・ヤングブラッド×2）[25]

ジョージア・チャンピオンシップ・レスリング
- NWAジョージア・ヘビー級王座：2回（1979年にマスクド・スーパースターを破り2度獲得）[60]
- NWAナショナル・ヘビー級王座：1回（1986年にタリー・ブランチャードを破り獲得）[61]
- NWAジョージア・タッグ王座：1回（w / トミー・リッチ）[62]

サウスウエスト・チャンピオンシップ・レスリング
- SCW南西部ヘビー級王座：4回（1979年から1981年にかけてドリー・ファンク・ジュニアとタリー・ブランチャードを破り獲得）[63]
- SCW南西部タッグ王座：1回（w / テリー・ファンク）[36]
- SCW世界タッグ王座：1回（w / イワン・プトスキー）[64]

ワールド・チャンピオンシップ・レスリング
- WCW殿堂：1995年[47]

ナショナル・レスリング・アライアンス
- NWA殿堂：2011年[49]

WWE
- WWE殿堂（レガシー部門）：2019年[50]